# Засолювання оселедцевих

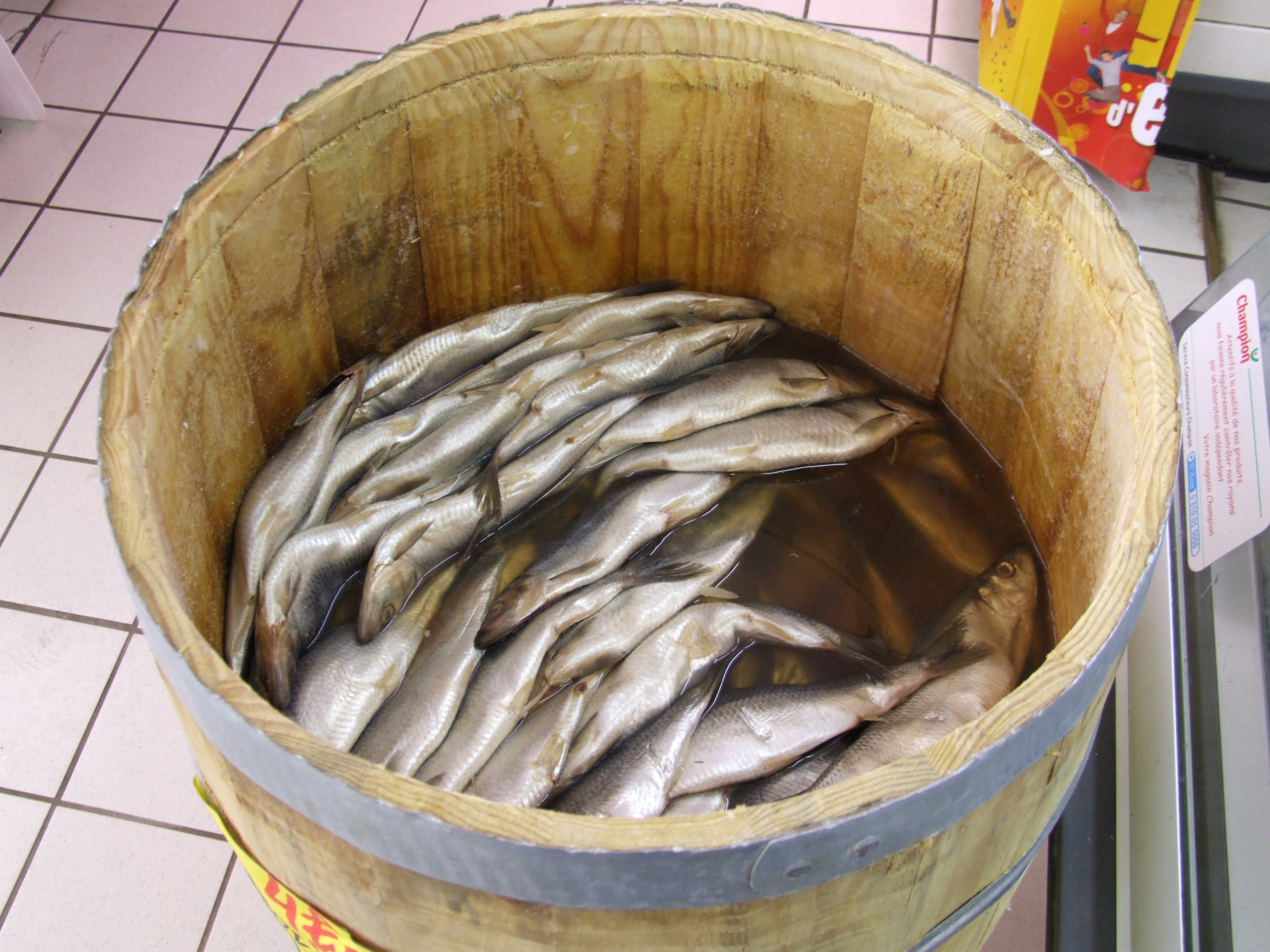
Солоний оселедець в бочці

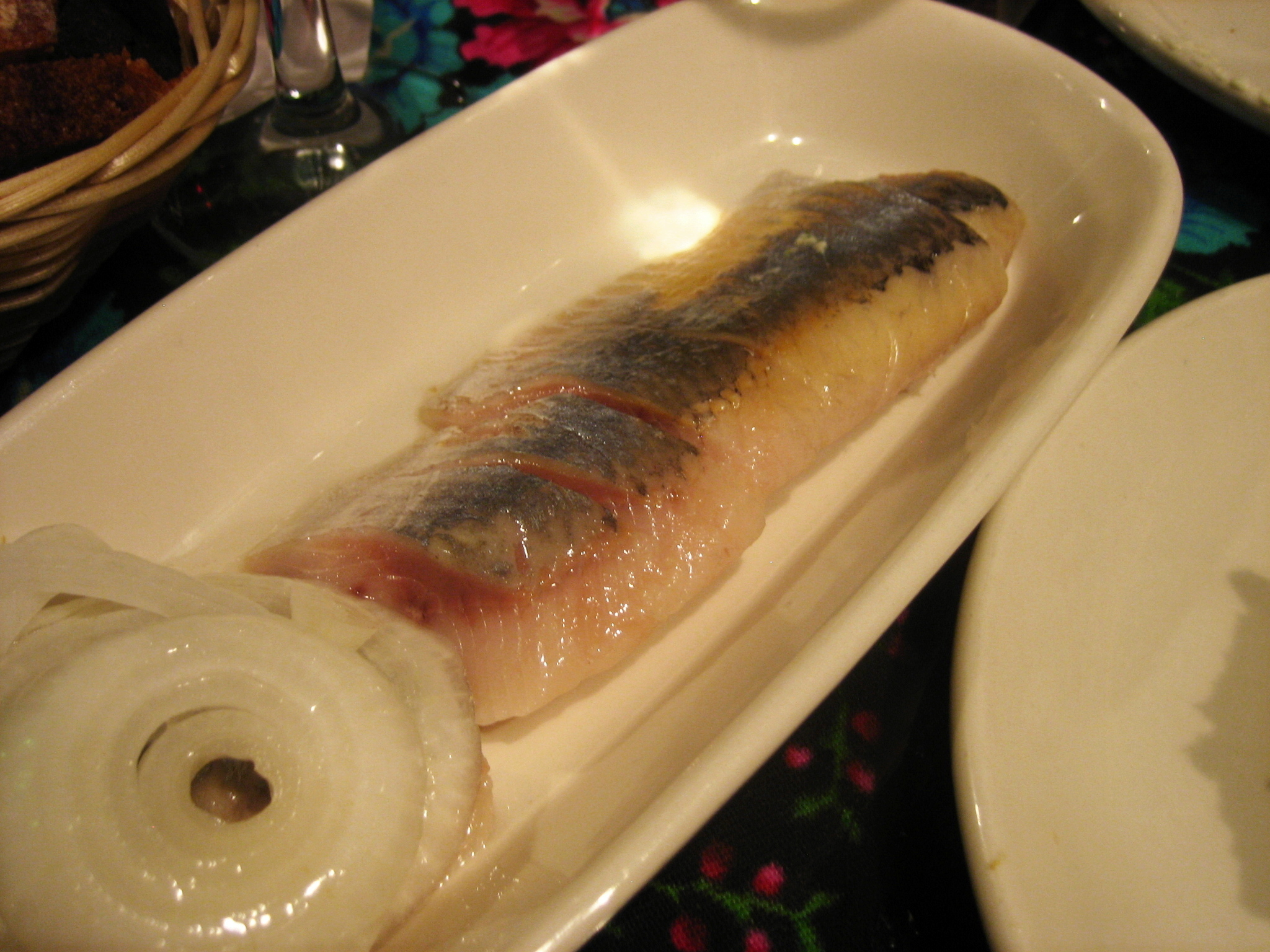
Філе солоного оселедця, сервіроване з цибулею в оселедниці

Засолювання оселедцевих — процес консервування промислової риби сімейства оселедцевих (салаки, тюльки, кільки, хамси) за допомогою куховарської солі. В Україні та Росії виробляється переважно в чанах або скринях і в невеликій кількості — в бочках. Рибозасольний посуд наповнюється оселедцем і чергуються з сіллю шарами насипом (в безладді) або правильними рядами з одноманітним положенням риби. Залежно від розмірів оселедця, його жирності та температурних умов оселедець солять зі штучним охолодженням (до засолу або під час засолу) або без охолодження. При холодному засолі сповільнюються автолітичні та бактеріальні процеси, що дозволяє оптимально наситити тканини риби сіллю навіть при її значній товщині. Тривалість засолу оселедця залежить від його розмірів, жирності, дозування солі, необхідної солоності м'яса, а також температури, при якій протікає засіл.
При бочковому засолі оселедця застосовується тільки правильне укладання оселедця рядами. Цілий або попередньо оброблений оселедець (зябрений, обезголовлений) обвалюють в солі та укладають в бочки (кристалики солі при цьому прилипли до шкіри і її не струшують), спинкою вниз, з хрестоподібним розташуванням рядів в шарі по всій висоті бочки. Бочки наповнюють на один ряд вище верхнього краю і залишають незакритими для опади обсягу оселедцевої маси з початком процесу засолу. Для вирівнювання концентрації тузлука бочки щодня перекочують на 1 / 4-1 / 2 обороти. Засіл в бочках вимагає значних виробничих площ. Дозування солі при бочковому засолі коливається від 18 до 20 %.
В домашніх умовах можна приготувати малосольний оселедець зі свіжої або мороженої риби.